# Johann Christoph Bendl
Johann Christoph Bendl, auch Bendel, Bendtl und Pendl (getauft 9. März 1624 in Waldsee; † 1690 in Pfarrkirchen) war ein deutscher Bildhauer.
Der Sohn des Bildhauers Jakob Bendl erwarb nach einem Aufenthalt in Prag 1644 das Bürgerrecht in Pfarrkirchen. Dort hatte er seit 1651 mehrere kommunale Ämter inne. So amtierte er als Äußerer und Innerer Rat, Vizekammerer und zweiter Bürgermeister.
Unter seinem Vater arbeitete er vermutlich an der Ausstattung der Wallfahrtskirche Sammarei mit. In der Pfarrkirchener Stadtpfarrkirche schuf er die Figuren Maria und Johannes und in der Pfarrkirche St. Benedikt von Postmünster das Chorbogenkruzifix (sog. Imslandkreuz). Die im Schloss-Innenhof von Arnstorf unter den Arkaden stehende Reitergruppe des hl. Drachenkämpfers Georg wird ihm zugeschrieben. Er war der Vater der Bildhauer Franz Ignaz Bendl und Ehrgott Bernhard Bendl (1668–1738).